# Tipo 1936A (contratorpedeiros)
Os contratorpedeiros Tipo 1936A, apelidados de Classe Narvik, formaram um grupo de navios pertencentes à Kriegsmarine durante a Segunda Guerra Mundial. 

## História
A justificativa para construção destes navios foi influenciada basicamente por dois fatores :
1. - Necessidade de lidar com a superioridade numérica dos destróiers britânicos, mais modernos e atualizados.
2. - Potencial combates com a marinha francesa, que já possuía navios de porte maior e com poder de fogo, amplamente superior.

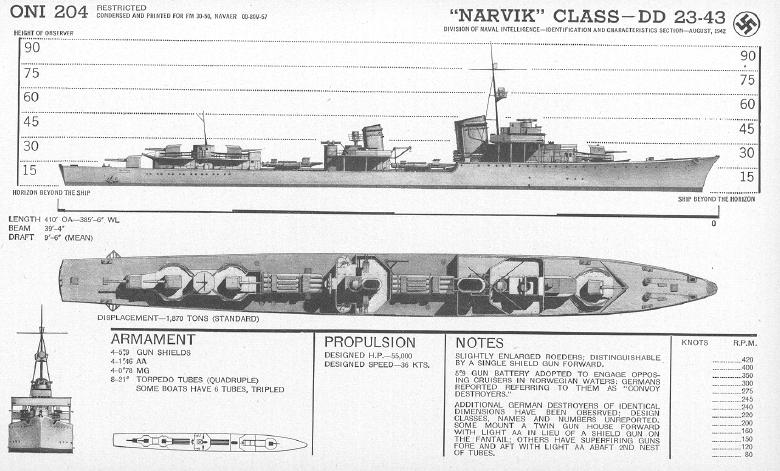
Tabela de identificação da Marinha Americana

Em termos de armamento, eles estavam mais próximos de cruzadores leves do que especificamente do modelo destróier. O uso armas de 5,9 polegadas (150 mm) era atípico para esta classe, que tendiam a ter armas em torno de 4,7-5 polegadas (120-127 mm) de calibre. Inicialmente deveriam ter um armamento frontal composta de duas torres gêmeas, mas com o início da guerra, foram liberadas apenas uma torre frontal.
Apesar de ser poderosa, esta classe apresentava algumas falhas, os motores eram pouco confíaveis sob alta pressão e devido ao armamento pesado, apresentava problemas de equilíbrio quando em combate.
Os oito navios da classe 1936A Zerstörer (Z23 a Z30) foram lançados  entre 1938 e 1940. Os outros sete destróieres numerados de Z31 a Z39 foram lançadas entre 1940 e 1941 e eram um pouco maiores e tiveram algumas modificações internas (incluindo motores mais confiáveis que as classes anteriores) as modificações também visavam reduzir o tempo de construção. Estes novos sete navios ficaram conhecidos como a subclasse 1936A (Mob).

## Navios na classe
| Nº na amurada      | Batimento de quilha     | Comissionamento         | Destino |
| Padrão 1936A       | Padrão 1936A            | Padrão 1936A            | Padrão 1936A |
| ------------------ | ----------------------- | ----------------------- | --- |
| Z23                | 15 de novembro de 1938  | 15 de setembro de 1940  | Foi danificado por uma bomba em 12/09/1944, capturado pela França, rebatizado com nome de Leopard, desmontado em 1951 |
| Z24                | 2 de janeiro de 1939    | 26 de outubro de 1940   | Afundado em 25/08/1944 perto de Le Verdon pelos bombardeiros da RAF |
| Z25                | 15 de fevereiro de 1939 | 30 de novembro de 1940  | Retomado pela França após a guerra e rebatizado como Hoche. Desmontado em 1958 |
| Z26                | 1 de abril de 1939      | 11 de janeiro de 1940   | Afundado em batalha pelo cruzador britânico Trinidad e pelo destróier Eclipse em 29/03/1942, no Mar de Barents , quanto atacava o comboio PQ-13                                                                                        |
| Z27                | 27 de dezembro de 1939  | 26 de fevereiro de 1941 | Afundado em combate com os cruzadores Glasgow e Enterprise em 28/12/1943 no Golfo de Biscaia. |
| Z28                | 30 de outubro de 1939   | 9 de agosto de 1941     | Afundado por bombardeiros britânicos em 03/03/1945 perto de Sassnitz no Mar Báltico. |
| Z29                | 21 de março de 1940     | 25 de junho de 1941     | Capturado pela Grã-Bretanha, depois da guerra foi doado aos EUA . Afundou em 16/12/1946 perto da Jutlândia |
| Z30                | 15 de abril de 1940     | 15 de novembro de 1941  | Capturado pela Noruega, depois da guerra foi doado à Grã-Bretanha. Foi usado como navio-alvo e desmontado em 1949 |
| Padrão 1936A (Mob) |                         |                         | |
| Z31                | 1 de setembro de 1940   | 11 de abril de 1942     | Retomado pela França após a guerra e rebatizado como Marceau. Desmontado em 1958 |
| Z32                | 1 de novembro de 1940   | 15 de setembro de 1942  | Danificado em combate com os destróiers canadense Haida e Huron em 09/06/1944, próximo a Ile de Batz. Mais tarde, foi destruído por ataques aéreos.                                                                                    |
| Z33                | 22 de dezembro de 1940  | 6 de fevereiro de 1943  | Capturado pela União Soviética após a guerra, rebatizado como Provorniy. . Utilizado como navio-alvo, afundado em 1961. |
| Z34                | 15 de janeiro de 1941   | 5 de junho de 1943      | Capturado pelo E.U.A. depois da guerra. Afundou em 26/03/1946 perto de Jutlândia |
| Z37                | 1940                    | 16 de julho de 1942     | Colidiu com o destróier Z32 em 01/01/1944 e danificado. Desmontado em 1949 |
| Z38                | 1940                    | 20 de março de 1943     | Capturado pela Grã-Bretanha depois da guerra, rebatizado como Nonsuch .Usado como navio de teste e desmontado entre 1949 e 1950 |
| Z39                | 1940                    | 21 de agosto de 1943    | Capturado pela Grã-Bretanha depois da guerra e doado aos E.U.A. Renomeado como DD-939 e utilizado para testes. Doado à França em 1947 e utilizado para fornecimento de peças para outros navios alemães em serviço. Desmontado em 1964 |